# حر (إيران)
حر هي مدينة إيرانية تقع في القسم المركزي من مقاطعة شوش في محافظة خوزستان. حسب إحصاءات المركز الرسمي للإحصاءات الإيرانية في 2006 كان يسكن حر 7839 شخص.